# Henry Briggs
Henry Briggs   (Warley Town, 1 de febrer de 1561 - Oxford, 26 de gener de 1630), va ser un matemàtic anglès notable pel canvi de logaritmes de Napier en els logaritmes de Briggs o logaritmes decimals, molt útils per a facilitar els càlculs en numeració decimal abans de la computació electrònica.

## Vida Personal
Va néixer a Warley Wood, a tocar de Halifax (West Yorkshire), en Yorkshire, Anglaterra. Després d'estudiar Llatí i Grec a l'escola local, va entrar al St John's College, Cambridge el 1577, i es va graduar el 1581. En 1588, va ser elegit membre del St John's. El 1592 va ser nomenat professor de física a la càtedra fundada per Thomas Linacre (1460-1524); on també va impartir algunes classes de matemàtiques. Durant aquest període, Briggs es va interessar en la navegació i en l'astronomia, col·laborant amb Edward Wright (1561-1615). El 1596, es va convertir en el primer professor de geometria en el recentment fundat Gresham College de Londres, on va impartir classes durant prop de 23 anys, i va fer que el Gresham College, es convertís en un dels centres de les matemàtiques angleses, donant suport a les noves idees de Johannes Kepler.
El 1614, Briggs va llegir el Mirifici Logarithmorum Canonis Descriptio de John Napier, i li va encendre la seva imaginació, pensant en l'alteració de l'escala dels logaritmes hiperbòlics amb base el nombre e, tal com John Napier els havia explicat en el seu tractat, per una base decimal, és a dir el nombre 10. El 1615 va viatjar a Escòcia per entrevistar-se amb el propi Napier, qui el va encoratjar a seguir aquesta via. Malauradament, Napier va morir dos anys després.
Briggs era molt actiu en diverses àrees i el seu assessorament en astronomia, geodèsia, navegació i altres activitats, com la mineria, era sol·licitat sovint.
Va tenir dos fills: Henry, qui més tard emigraria a Virgínia, i Thomas, que va romandre a Anglaterra. El cràter lunar Briggs és nomenat en el seu honor.

## Contribució matemàtica
El 1615, Briggs va visitar Napier a Edimburg, per a discutir el suggeriment de canviar al base dels logaritmes de Napier. L'any següent, va repetir la seva visita amb un fi semblant. Durant aquestes reunions l'alteració proposada per Briggs va ser acceptada, i en retornar de la seva segona visita a Edimburg, el 1617, va publicar la primera taula dels seus logaritmes: Logarithmorum Chilias primera. El 1619, Briggs va ser nomenat catedràtic Savilià de geometria a la universitat d'Oxford, i va renunciar a la seva càtedra del Gresham College el juliol de 1620.
El 1622 va publicar un petit tractat titulat Pas del Nord-oest als mars del sud, a través del continent de Virgínia i la Badia de Hudson que va ser l'origen d'una expedició que es va fer quan ell ja era mort.
El 1624 va aparèixer la seva Aritmètica logarítmica, un treball que contenia els logaritmes de trenta mil nombres naturals amb una precisió de catorze decimals (1-20.000 i 90.000-100.000). També, Briggs va completar la taula de funcions trigonomètriques i tangents per a la centèsima part de cada grau amb catorze decimals exactes, amb una taula de funcions naturals a quinze llocs i les tangents i secants, totes aquestes taules van ser impreses el 1631 sota el títol de Trigonometria Britannica.
Briggs va ser enterrat a la Capella de Merton College (Oxford).

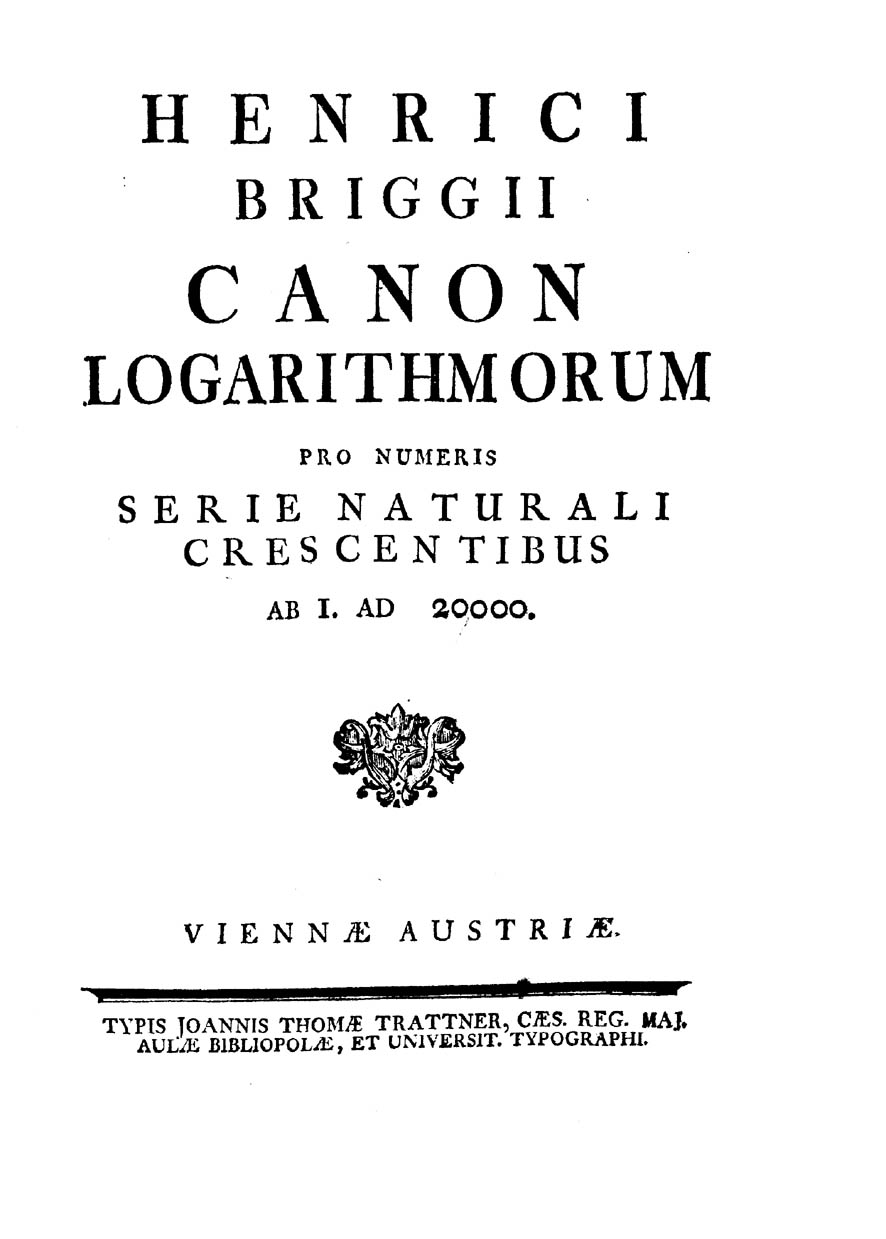
Canon logarithmorum

## Obres publicades
- A Table to find the Height of the Pole, the Magnetical Declination being given  (Londres, 1602, 4t)
- "Tables for the Improvement of Navigation", imprès en la segona edició del tractat d'Edward Wright's i titulat  Certain Errors in Navigation detected and correcte  (Londres, 1610, 4t)
- A Description of an Instrumental Table to find the part proportional, concebut pel Sr Edward Wright  (London, 1616 and 1618, 12rno)
- Logarithmorum Chilias primera  (Londres, 1617, 8vo)
- Lucubrationes et Annotationes in opera Posthuma J. Neperi  (Edimburg, 1619, 4t)
- Euclidis Elementorum VI. libri priors  (Londres, 1620. foli)
- A Treatise on the North-West Passage to the South Sea  (Londres, 1622, 4t), reprinted in Samuel Purchase's  Pilgrims , vol. iii. p. 852
- Arithmetica Logarithmica  (Londres, 1624, foli)
- trigonometria Britannica  (Goudae, 1663, foli)
- Two  Letters  to Archbishop Henry Usher
- Mathematica ab antiquíssims minus cognitiu .